# Elle Woods
Elle Woods è la protagonista del romanzo La rivincita delle bionde, della scrittrice Amanda Brown. È interpretata da Reese Witherspoon negli adattamenti cinematografici La rivincita delle bionde e Una bionda in carriera.

## Apparizioni
Elle Woods è apparsa per la prima volta come protagonista di La rivincita delle bionde, un romanzo di Amanda Brown. Il personaggio è stato interpretato da Reese Witherspoon nel film La rivincita delle bionde e nel sequel Una bionda in carriera. Successivamente è stato tratto anche un adattamento teatrale di Broadway del primo film, Legally Blonde. Elle Woods è stata anche alla base di una serie di racconti per giovani adulti con il personaggio scritti da Natalie Standiford. Il personaggio è menzionato ma non comprare nel sequel direct-to-video Ufficialmente bionde che ritrae le avventure delle sue cugine gemelle inglesi.

## Nella cultura di massa
Nel 2018 Ariana Grande ha impersonato Elle in diverse scene del suo video musicale Thank U, Next, dove ha ricreato l'iconica scena del primo film della Witherspoon mentre passeggia con il suo cane. Elle Woods è considerata universalmente un'icona femminista.

## Accoglienza
Entertainment Weekly ha inserito Elle Woods nella sua lista "best-of" di fine decennio anni 2000.